# Epanthidium flavoclypeatum
Epanthidium flavoclypeatum är en biart som beskrevs av Urban 2006. Epanthidium flavoclypeatum ingår i släktet Epanthidium och familjen buksamlarbin. Inga underarter finns listade i Catalogue of Life.